# Titus Kolník
Titus Kolník (ur. 1 stycznia 1932 w Hrachovištu, zm. 27 listopada 2017 w Nitrze) – słowacki archeolog. Specjalizował się w badaniach okresu rzymskiego i wielkiej wędrówki ludów.
Absolwent Wydziału Filozoficznego Uniwersytetu Komeńskiego w Bratysławie, gdzie w latach 1950–1955 studiował archeologię. W 1954 r. został zatrudniony w Instytucie Archeologii Słowackiej Akademii Nauk w Nitrze.
Jego dorobek obejmuje publikacje fachowe z zakresu archeologii. Można wśród nich wymienić: Skvosty antiky na Slovensku (1979), Römerzeitliche Gräberfelder in der Slowakei (1980), Staroveká plastika (1981), Rímske a germánske umenie na Slovensku (1984). Wydawał także treści popularyzatorskie.

## Wyróżnienia
- 1984 – Nagroda Funduszu Literackiego
- 1997 – Złota odznaka honorowa SAV Ľ. Štúra za zasługi w naukach społecznych
- 2002 – Nagroda Daniela Rapanta za rok 2002